# 柳家小たけ
柳家 小たけ（やなぎや こたけ）は、落語家の名前。柳派の前座が名乗る。表記は「柳家小多け」とも。
- 柳家小たけ - 後∶十代目柳家小三治
- 柳家小たけ - 現∶柳家小里ん
- 柳家小多け - 廃業・本項にて記述
- 柳家小多け - 現∶柳家三三
- 柳家小たけ - 現∶三遊亭楽京
- 柳家小多け - 現∶柳家小もん[1]

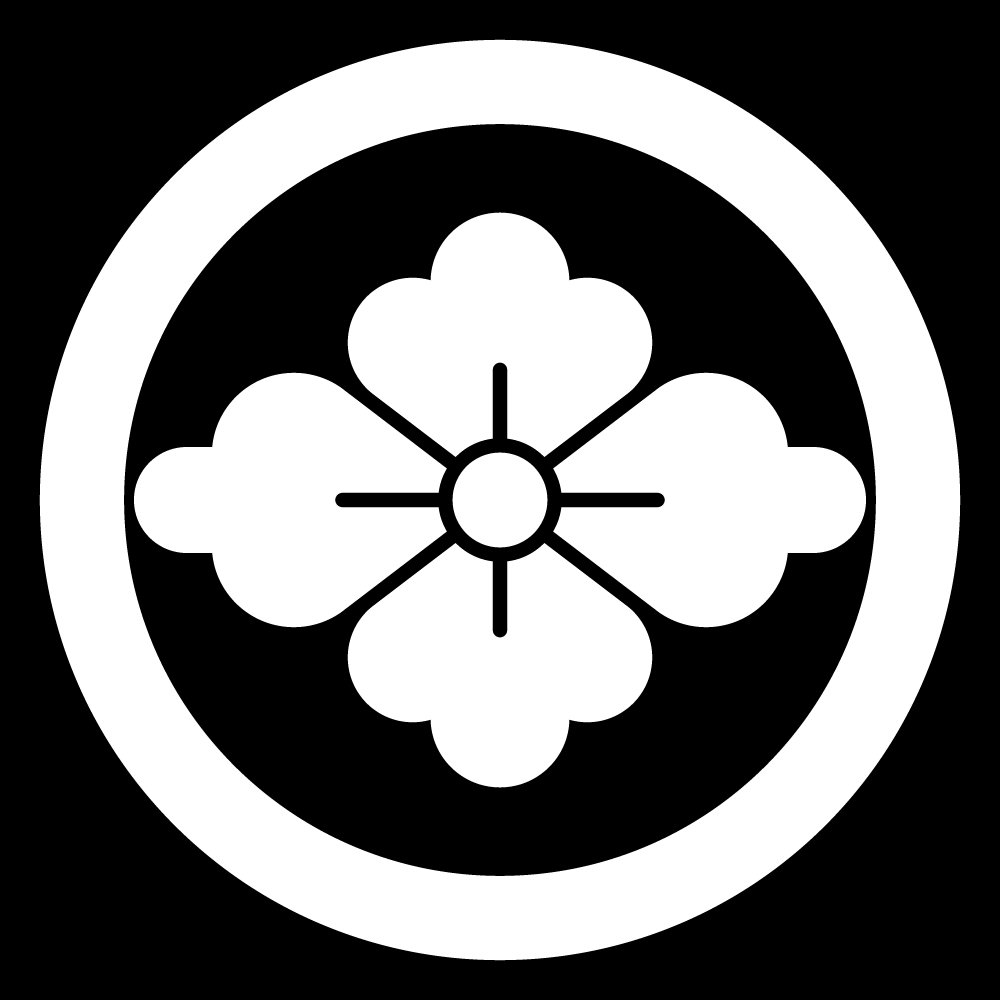
柳派定紋「花菱」

十代目柳家小三治に1982年に入門志願するが断られる。1984年に入門し、1985年に「小多け」を名乗るが1986年に破門となる。半年後に復帰するも1987年夏に再度破門され廃業。2015年「藤原周壱」名義で本を出版した。

## 著書
- 藤原周壱『前座失格!?』彩流社、2015年。ISBN 978-4779170294。